# Juan Nicolás Medina Carbajal
Juan Nicolás Medina Carbajal (1823-1889) fue un militar uruguayo y el primer Juez de Paz de la zona de Colonia Valdense y Nueva Helvecia.

## Biografía

### Familia y Primeros años
Juan Nicolás Medina Carbajal nació en San José de Mayo, donde fue bautizado el 26 de diciembre de 1823. Era hijo de Nicolás Medina Canteros, español, natural de la Isla de León en Andalucía y de su esposa, María Teresa Carbajal Alonso, natural de San José de Mayo, hija de unos de los primeros pobladores de la ciudad de San José de Mayo, fundada en 1783.

### Carrera militar
De su carrera militar, se conoce sobre todo su participación en la Revolución de las lanzas (1870-1872), levantamiento armado dirigido por los caudillos Timoteo Aparicio y Anacleto Medina, que fue uno de los últimos en el que predominaron las fuerzas de caballería armadas con lanzas. Los cuerpos de caballería, tanto del ejército revolucionario como del gobierno, se mobilizaban sin obstáculos en un país donde todavía casi no existían caminos, puentes, vías férreas, ni alambrados.
En 1871, cuando las fuerzas revolucionarias del Partido Nacional se apoderaron del departamento de Colonia y que las autoridades de la región del Colla comenzaron a exigir a los colonos europeos establecidos en la región el pago de impuestos de los cuales habían sido exceptuados hasta la fecha, se sabe que el coronel Juan Medina vivía con su familia en Rosario desde por lo menos 19 años. 
Entre otras cosas, fue Medina el primero que se presentó al coronel Pedro Ferrer que quería pasar el Rosario y con la generosidad que lo caracterizaba, que abasteció de recados, ponchos, botas y otras ropas a todos los espedicionarios que le acompañaban. Así mismo, antes de la batalla de Manantiales, fue él que recibió en el Rosario, el coronel Gabriel Palomeque y los oficiales Méndez y Mozo con dos cañones que conducían desde Buenos Aires y que condujo al lado del general Timoteo Aparicio.
El 6 de abril de 1872 se firmó en Montevideo la llamada Paz de abril, en la que el gobierno concedió verbalmente al Partido Nacional, la jefatura política de cuatro departamentos : Cerro Largo (que incluía parte de departamento de Treinta y Tres), Florida, Canelones y San José (que incluía el de Flores). A pesar del hecho que el departamento de Colonia volvía al Partido Colorado, el coronel Medina quedó en la zona, estableciéndose en Colonia Valdense, mayoritariamente poblado de nuevos inmigrantes italianos. La mansión solariega que ocupaba, actual Hogar Infantil, era frente a la casa de Juan Bartolomé Griot donde se instaló en 1888 el primer Liceo Valdense.
Fue el primer Juez de Paz de la zona, estableciendo su oficina en Villa La Paz (Colonia Piamontesa) luego de haberla tenido por algún tiempo en zona central de la colonia, pues la ley del 18 de noviembre de 1873 que creó como Juzgado de Paz de la quinta sección del Departamento de Colonia cuya jurisdicción abarcaba las colonias Valdense y Suiza, se transformó, el 9 de febrero de 1878, en Juzgado de Paz de la cuarta sección con los límites que tiene actualmente.
Una calle de Rosario lleva su nombre.